# لباس تقليدي تونسي
اللباس التقليدي التونسي كما هو شائع بتونس هي مجموعة الملابس التي اشتهر التونسيون بارتدائها، واقتصر استعمالها اليوم على المناسبات الدّينية والحفلات والأعياد والموالد النبوية والأعراس وحفلات الختان.
يختلف اللّباس التّقليدي التّونسي من معتمدية إلى أخرى ويختلف أيضا في طريقة التطريز فمثلا في الشّمال تطرّز الملابس بخيوط الفضّة والعدس والكنتيل، وفي المدن السّاحليّة تطرز بخيوط الحرير والذّهب، وتكون التّطريزات على شكل أشخاص وأزهار وحيوانات، أمّا في الجنوب، فتكون الملابس مزركشة بنماذج هندسيّة.
يذكر أن تونس قد خصصت يوم 16 مارس من كل عام للاحتفال باللباس التقليدي، إذ يرتدي التونسيون في هذا اليوم لباسهم الأصيل في مختلف المؤسسات، وذلك بهدف التعريف به والمساهمة في ترسيخ الهوية.

## أصوله

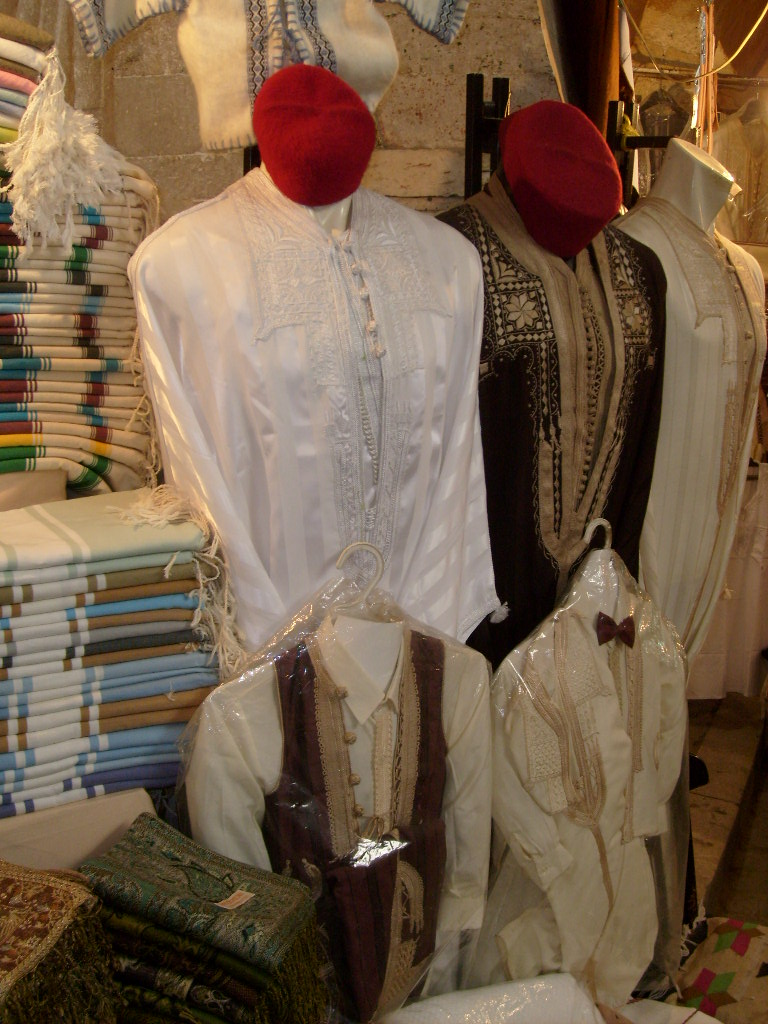
الجبة التونسية.

غالبية اللباس التقليدي التونسي تعود أصولها إلى أصول عربية كالجبة والجلباب والبدعية والعراقية والعمامة والسفساري (العباءة التونسية) والسروال بالإضافة إلى بعض الألبسة التي تعود إلى أصول تركية كالشاشية والكسوة، أو إلى أصول أمازيغية كالقشابية والبرنوس والتخليلة التونسية أو إلى أصول أندلسية. لكن تبقى أصول اللباس التونسي أمازيغية مثلما هو الحال في بلدان المغرب العربي كالجزائر والمغرب.

## اللّباس التّقليدي الخاص بالنّساء
- الطّقريطة: غطاء للرأس.
- الطاقية: لباس يوضع فوق الرأس مرصع بالعدس واللآلئ الصّغيرة والتّي تكون على أشكال أزهار.
- السفساري: لحاف تغطّي به المرأة كامل جسدها، يُصنع من الحرير ويكون أبيض اللّون.
- مريول فضيلة: قميص مخطّط مصنوع من القماش القطني.
- الحرام أو الملية: لحاف ترتديه المرأة وتشدّه بمشبكين 'الخلال' والحزام، ترتديه المرأة بحسب المناسبات، فالملية الحمراء للمناسبات مثل الأعراس وحفلات الختان.
- الجبة العكري: تُصنع من قطعتين من القماش ويكونان بلونين مختلفين، عادة ما يكونان داكنين وتكون مطرّزة بخيوط من الذهب.[4]
- الكدرون: لباس مطوّق بحزام مطرّز يخيوط الذّهب من جهة العنق وهو أحد ألبسة العروس بمدينة الحمامات.
- الهرماشة: أو الموشمة أحد ازياء التقليدية التونسية العريقة لمدينة رفراف وتطرز بخيوط الحرير والذهب والعدس والكنتيل
- القمجة المهدوية:  والتي يُطلق عليها أيضًا  اسم قمجة طوالي، هي فستان تقليدي تونسي يتميز بتصميمه الفريد الذي يعكس التراث التونسي العريق. يتكون هذا الفستان من حواشي أو مجموعة خطوط ملونة تُنسج بدقة من الحرير، مما يضفي عليه لمسة من الفخامة والأناقة. يحتوي اللباس على خيوط دقيقة تُضع على أطرافه، مما يخلق مظهرًا يشبه الشعر، ويضيف له لمسة من التفرد والتميز. ورغم بساطة تصميمه، إلا أن القمجة المهدوية تعتبر باهظة الثمن، نظرًا لجودة المواد المستخدمة في صنعها ودقة الحرفية التي تتطلبها عملية التطريز.  تعد القمجة المهدوية من الأزياء المميزة التي تحمل بين طياتها ثقافة وتقليدًا تونسيًا عريقًا، وتُرتدى في المناسبات الخاصة، مما يعكس ذوقًا رفيعًا وفخرًا بالتراث.
- الفرملة التونسية: وهي من أشهر الملابس التقليدية التونسية فتقريبا لكل منطقة تونسية فرملتها الخاصة نجد الفرملة الحمامية التي تلبسها العروس الحمامية و فرملة نقر البلبل وهي شبيها بالفَرملة الحمامية الا انها تتميز بقماش خاص. كما نجد الفرملة المهدوية التي تطرز بالعدس والكنتيل ونجد الكرّدية وهي عبارة عن فرملة كبيرة تلبسها العروس في الساحل. كما ان لِرَفراف وحدها أنواع متنوعة من الفرامل فنجد الفَرْملة التي تلبس مع الهَرْماشة الرّفرافيّة ونجد الحْصارَة الرّفرافية إضافة إلى عباء رفراف الذي يلبس مع الكسوة الرّفرافيّة المتكونة من سروال وقميص وتطرز بخيوط التل الفضية.
- الكنتوش: جاكيت يلبس في مكنين بالمنستير ويطرز بخيوط الذهب أو «تل عالعالي» كما يسمى بالعامية التونسية
- السورية التونسية هي قطعة أساسية في اللباس التقليدي التونسي، وتُعتبر جزءًا لا غنى عنه في العديد من الأزياء التقليدية التونسية، حيث تُرتدى تحت قطع أخرى مثل الفرملة والجبة وغيرها. تختلف السورية من منطقة إلى أخرى، وكل منطقة تُضفي لمستها الخاصة على هذه القطعة. إليك بعض الأنواع الشهيرة للسورية التونسية:

1. السورية الحمامية: هي فستان أبيض مصنوع من الدونتال، وتعتبر جزءًا أساسيًا من اللباس التقليدي الحمامي. تُلبس عادة مع العديد من الأزياء التقليدية مثل الفرملة والقمجة والجبة، ويمكن ارتداؤها بمفردها في المناسبات الصغيرة مثل الحنة والحمام.
2. السورية الجربية: :  فستان أبيض أو ملون مطرز بخيوط حريرية ملونة على الطوق والأكمام، مصنوعة من الدونتال الملون. تتميز بتفاصيلها الزاهية التي تضفي لمسة فنية على اللباس التقليدي التونسي، وتجمع بين البساطة والأناقة.
3. السورية المكنية: فستان قصير، غالبًا ما يكون برتقالي اللون أو أزرق-أخضر ويطرز الطوق بخيوط التل بتقنية "التل على العالي"، أما الأكمام فتصنع من قماش الدونتال وعادة ماتكون ذهبية.
4. السورية القابسية:  هي قطعة تُلبس تحت الحولي وتُطرز باستخدام العدس والعقيق. تتميز هذه السورية بتفاصيلها الرفيعة والفاخرة، مما يضيف لمسة من الفخامة إلى اللباس التقليدي التونسي. تُعتبر جزءًا لا يتجزأ من الزي التقليدي في قفصة والمناطق المجاورة، حيث تبرز دقة التطريز وجودة المواد المستخدمة.
5. السورية الرفرافية: فستان قصير يشبه الهرماشة في تصميمه، ويتمتع بتفاصيل بسيطة وأنيقة، ويُلبس في منطقة رفراف.
6. السورية النابلية: قطعة تقليدية من ولاية نابل، تُطرز بخيوط التل والحرير، وتحتوي على خطوط حريرية ملونة، مما يميزها عن بقية الأنواع.

- الجبة التونسية: تُعد الجبة من أشهر الألبسة التقليدية التونسية، وهي فستان فضفاض يُلبس كلباس يومي، ويمكن ارتداؤه في المناسبات الخاصة أيضًا.
- الجبة القرقنية: تمتلك جزيرة قرقنة عديد الأنواع  من الجبات ومن ابرزها:

1. جبة غولي أو جبة شطار: فستان ذو لونين كالأحمر والأخضر أو الأحمر والازرق أو غير ذلك وعادة ما يكون قصيرا ويحتوي على الطوق ذهبي.
2. جبة ملف : نوع من أنواع جبة الشطار وما يميزها شرائط ملونة.
3. جبة صادة.
4. جبة بَستري.
5. حلة املس.

- جبة البخت: جبة البخت أو كما يسميها البعض بجبة السعد هي جبة ذو لونين الأحمر والأخضر تصنع من القطيفة تلبسها العروس الكافية ليلة الحنة، وفي العادات القديمة كانت تستحفظ بيها العروس لاخر يوم في حياتها وتتدفن مع العروس وحسب مفهوم الدين القديم يمثل لون الأخضر اخلاص المرأة لزوجها ودخولها الجنة أما الأحمر فيمثل الخيانة وبالتالي دخولها للنار. وتسمى في قفصة بالجبة القفصية أو جبة الشطر بالشطر وفي الجريد بجبة الفتول. تشترك جميع المناطق في فكرة اللون إلا أن كل منطقة تنفرد بتصميمها ولمستها الخاصة.
- جبة القرص: جبة القرص: جبة القرص هي فستان تقليدي تونسي اشتهر بلونه الأسود وكان يصنع غالبًا من قماش الصوف الفاخر. تتميز هذه الجبة بوجود ضفيرة ذهبية تعرف بـ القيطن، التي تزين الرقبة وتمنحها لمسة من الفخامة. كما تتميز بتسعة سلاسل من القرص التي تتخذ شكل دوائر متاشبكة، والتي تُطرَّز بخيوط الذهب اللامعة كالتل والكنتيل والفتلة والعدس، مما يضيف إليها طابعًا مميزًا ومبهرًا. تتزين أطراف الأكمام أيضًا بـ ضفيرة ذهبية(القيطن) تبرز جمال الفستان وتضفي عليه أناقة خاصة. جبة القرص تُعد من الأزياء التقليدية المميزة في تونس، وتلبس في مدينة رفراف و الحمامات بطرق مختلفة، حيث يُلاحظ تنوع في أسلوب ارتدائها.
- - في رفراف، تُرتدى الجبة مع فوطة تُربط على الحزام، بالإضافة إلى قوفية تُوضع على الرأس، مع إضافة بعض الإكسسوارات التقليدية التي تُكمل الإطلالة، مثل خلخال بورطلين.
- - أما في الحمامات، فإن طريقة ارتداء الجبة قد تختلف قليلًا، ولكنها تظل تحتفظ بالأناقة والتفاصيل الفاخرة التي تميزها
- جبة كتلان الابراج: أحد انواع الجبة الرفرافية تصنع من قماش الستان او الحرير بالعدس و الكونتيل و التل وفيها نوعين السادة (لون واحد) الشطار (لونين).
- حلة املس: حلة أملس هي فستان تقليدي تشتهر به منطقة صفاقس، ولكن يُلبس أيضًا في مناطق أخرى من تونس. يتم صنعه من قماش الستان أو  الحرير  ويُطرَّز بخيوط التل الذهبية أو الفضية. يتوفر هذا الفستان بأطوال متنوعة، إذ يمكن أن يكون طويلًا أو قصيرًا، ويُرافقه عادةً سروال. أحد الميزات الفريدة لهذا الفستان هو أنه قابل للقلب، أي أنه يمكن ارتداؤه من الجهتين، وبالتالي فهو فستان ذو لونين. تختلف طرق التطريز حسب الذوق الشخصي، حيث نجد عدة أنواع للتطريز على النحو التالي:

- النوع الأول: الذي يحتوي على شريط مطرز في منتصف اللباس من الجهة الامامية و شريط اخر اسفل اللباس من الجهتين وفي  نهاية أطراف الأكمام والطوق يكون مطرز على شكل حرف U وفيه فتحة صغيرة في المنتصف أما باقي الفستان فيكون مطرز بالأزهار والأوراق من الجهتين الأمامية و الخلفية.
- النوع الثاني: يتم فيه  إضافة شرائط مائلة \\|// من الجهتين اليمنية و اليسرية ومن الجهة الخلفية  التي تكون على شكل v . وقد ظهر هذا النوع في صفاقس سنة 1930.
- النوع الثالث: شبيه بالنوع الأول لكن يتم فيه الاستغناء عن الشريط الذي في المنتصف ويتميز بأنواع تطريز مختلفة احيانا على شكل أزهار متفرقة أو دوائر ..
- النوع الرابع يتم فيه الاستغناء عن جميع الشرائط.

كما ذكرنا سابقا ان هذا اللباس تشتهر بيه منطقة صفاقس ويفضلون اللون الوردي والأزرق؛ ففي يوم الزفاف، ترتديها العروس دائما من الجانب الوردي، وعند أول خروجها يتم إظهار  الجانب الأزرق. أما منطقة بني خلاد فيفضلون اللون الأحمر القرميدي والأخضر، طبعا هناك ألوان اخرى. وكل منطقة لها طريقتها الخاصة في ارتدائه و اكسسوارتها الخاصة.

## اللباس التقليدي المكون من قطعتين
- الطريون:  هو أحد الألبسة التقليدية لمدينة القيروان وقد ظهر في القرن التاسع عشر. يُصنع عادة من قماش المخمل ويتميز بتطريزات دقيقة باستخدام خيوط الذهب أو العدس والكنتيل، مما يجعل الزي يبدو فاخرًا ويعكس ذوقًا رفيعًا. الطريون يتكون من بلوزة أنيقة وسروال واسع، الذي قد يبدو للبعض وكأنه تنورة بسبب اتساعه.   هناك أنواع مختلفة من الطريون، حيث قد يُضاف إليه فرملة لزيادة فخامته وفي بعض الأحيان  سورية مطرزة من قماش الموصلين . كما أن السروال قد يكون مفتوحًا من الأسفل أو مغلقًا، حسب الذوق والمناسبة. بالنسبة للألوان، اللون الأكثر شيوعًا للطريون هو الأسود، لكن هناك أيضًا ألوان أخرى مثل الأخضر  أو الأزرق، التي تضفي عليه لمسات شخصية وتجعله يناسب مختلف الأذواق.
- الكبوس الغارق: أحد ازياء التقليدية التونسية خاص بالعاصمة يتكون من بلوزة وسروال واسع وتختلف طريقة التطريز حسب الذوق.
- المرساوي: وهو اللباس الرسمي للعروس التونسية ليلة الزفاف. يتكون من بلوزة وسروال واسع، يغلب عليه تطريز يكون عادة إما ذهبيا أو فضيا. هو في الأصل لباس ولاية نابل الواقعة شمال شرق غير أنه لا يختلف كثيرا عن الكبوس الغارق زي العروس في الحاضرة لكنه يروي تفنن المرأة التونسية في التطريز والحياكة ومحاولاتها التفرد والتميز في كامل ربوع الوطن.
- الفوطة والبلوزة: الفوطة والبلوزة لباس المرأة العاصمية قديما، أما اليوم أصبح يلبس في عديد من جهات الوطن، يتكون من قطعتين، البلوزة وهي الجزء العلوي والفوطة وهي عبارة عن تنورة.
- التبديلة النابلية: أحد ازياء مدينة نابل التقليدية. زي تقليدي تونسي من ولاية نابل شبيه بالفوطة والبلوزة العاصمية فهي متكونة من قطعتين لكن تختلف عنها في التطريز (التطريز النابلي عدس وكونتيل) وتختلف في القصة التنورة مختلف يقفل على الجانب. وتعتبر التبديلة زي أساسي للعروس النابلية يوم الحنة وترتديها المدعوات أيضا.
- الفوطة والكدرونة : الكدرونة هي قطعة ملابس علوية تعتبر نوعا من أنواع البلوزة التونسية، وتتميز بتصميمها الفريد والمختلف. قتحة الرقبة عادةً ما تكون على شكل حرف V،والأكمام تأتي  بشكل يشبه الأجنحة.   تشبه الكدرونة "الجبة القصيرة"  في الشكل، لكنها تختلف عنها في أنها تُقفل من الخلف مثل البلوزة وتكون ضيقة، على عكس الجبة القصيرة تلبس من فوق.  ▪︎تنويه: الجبة القصيرة هي أحد انواع القطعة العلوية الشبيهة بالبلوزة اي انها لا تلبس منفردة، وللجبة القصيرة أنواع أيضا.
- كسوة الجوهر: وهي زي تقليدي تونسي خاص بالعروس فقط مكون من بلوزة و سروال فاشكة. يُطرز الزي كاملاً باستخدام الجوهر، فيضيف لمسة فاخرة. تتميز البلوزة بتصميم خاص يشبه الأجنحة، مما يجعلها فريدة من نوعها.
- الكسوة بنزرتية أو العباء والطاقية: تتكون من قطعتين علويتين: العباء والسورية، بالإضافة إلى السروال بالكبوس. يتم تزيين كل من السورية والسروال بخيوط التل الفضية، بينما تُطرز العباء بالكامل بالعدس والكنتيل الذهبية. كما تُضاف الطاقية التي تُرتدى في مدينة الحمامات، مما يمنح لمسة خاصة لهذا اللباس التقليدي.
- المحرج الملوكي: هو لباس تقليدي خاص بمدينة باجة، ويتميز بتصميمه الفريد الذي يتكون من ثلاثة أصناف رئيسية: البلوزة، الحصارة، والسروال بالكبوس.  تختلف طريقة التطريز  في هذا اللباس حسب الذوق الشخصي، مما يتيح للأفراد التعبير عن أسلوبهم الخاص وإضفاء لمسة فنية على ملابسهم. تتميز الأقمشة المستخدمة في المحرج الملوكي بجودتها العالية وألوانها الزاهية، مما يجعل هذا اللباس خيارًا مثاليًا للمناسبات الخاصة والاحتفالات.
- كسوة بوجهين: هي زي تقليدي تونسي مكون من قطعتين، حيث يُطرز الزي بالكامل باستخدام خيوط التل. يتكون من جبة قصيرة تشبه البلوزة ولكن بتصميم مختلف، بالإضافة إلى السروال. يتميز هذا الزي بمرونته في اللبس.
- الجبة القصيرة: هي قطعة علوية مستقلة تشبه البلوزة وتُلبس مع سروال أو تنورة. لا يمكن ارتداء الجبة القصيرة بمفردها(فهي نفس فكرة البلوزة بتصاميم مختلفة)، بل يتم تنسيقها مع قطعة سفلية لتكمل الزي التقليدي. هذه الجبة تتميز بتصميمها الفريد وأسلوبها الأنيق، وتُعتبر جزءًا من الأزياء التقليدية التونسية التي تبرز براعة المرأة التونسية في التطريز والحياكة.

## اللباس التقليدي التونسي لمدينة الحمامات

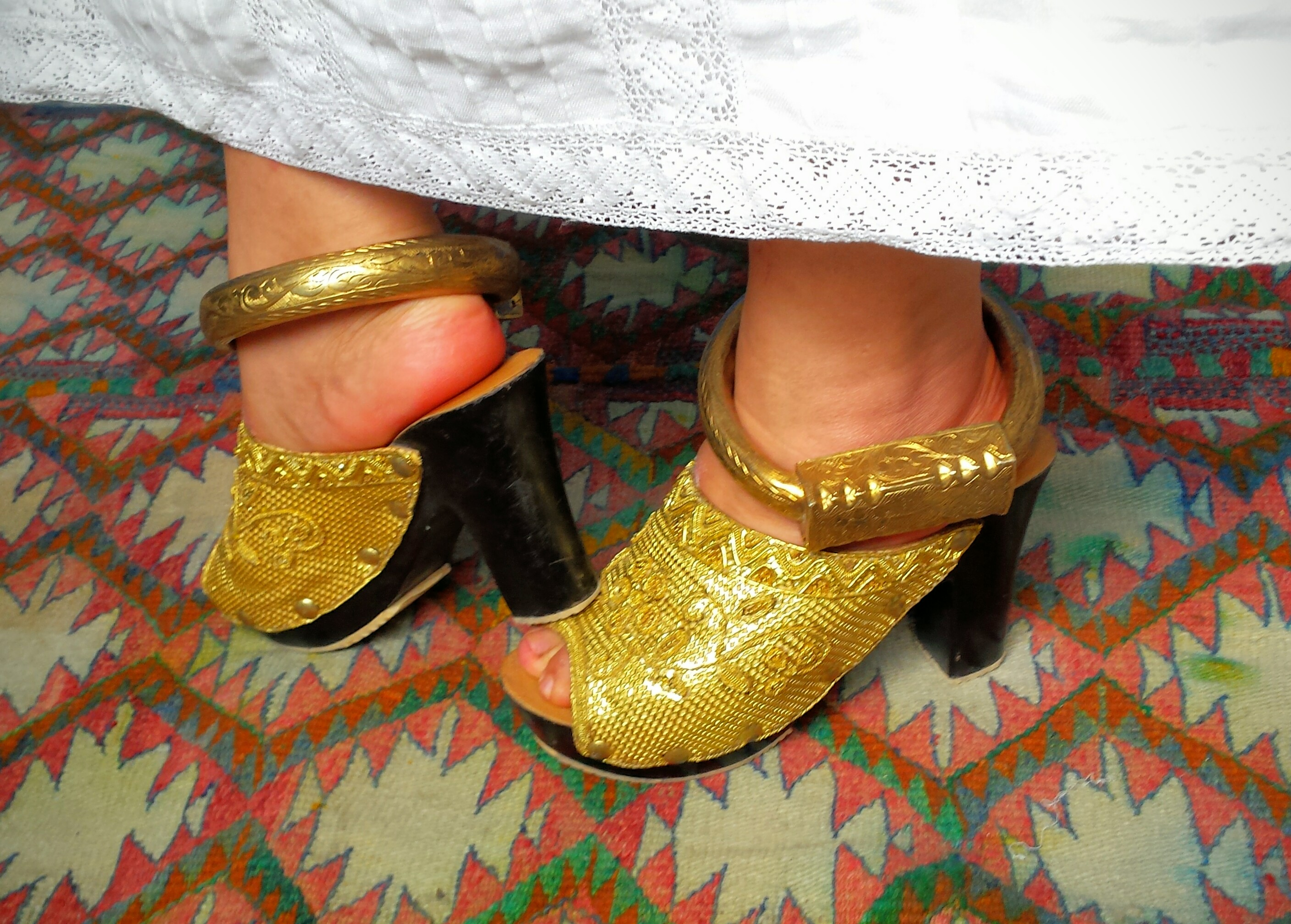
خلخال مدينة الحمامات

تمتلك مدينة الحمامات لوحدها ازياء تقليدية متنوعة التي يصل عددها إلى عشرة أو أكثر من ذلك.
- الوطية الحمامية: للباحث عن هذا الفولكلور الشعبي المميّز أن يجد ضالته في “وطيّة” العروس الحماميّة (الليلة التي تسبق يوم الزفاف في مدينة الحمّامات من ولاية نابل).. هذا اليوم الذي تنتظره العروس طويلا حتى تتجلّى بلباسها التقليدي كالملكة فوق عرشها تحيط بها “الحضّارات” وهنّ يتلألأن باللون الأصفر في لوحة فنيّة أشبه بقرص الشمس الذي تحيط به أشعة الضوء لتملأ الكون بالدفء والحياة.

ويتميّز يوم “الوطيّة الحماميّة” بارتداء العروس للباس تقليدي متكون أساسا من “القْمِجّة” و”الفرْملَة” وهما ثوبان في شكل قميص وجاكيت يخاطان من قماش خاص ويطرزّان يدويّا بخيوط الحرير والفضّة وغالبا ما يطغى عليهما اللون الأصفر، هذا فيما ترتدي العروس تحت القمجّة “سوريّة” و”سروال” أبيضا اللون مزينان بأشكال زاهية.
وعلى نغمات “انزاد النبي وفرحنا بيه” تدخل العروس بوجه مغطى بغطاء يسمى “غطاء المرا” لتجلس بين الحضّارات اللاتي يكن من المتزوجات حديثا ويرتدين لباسا مماثلا لها (ما عدا غطاء الوجه) ثم تنطلق السهرة بين “زهو” و”طرب” حتى إذا شارفت على الختام حان وقت “الجلوة”..هذه العادة التي ينتظرها الجميع.
وفي الجلوة تغيّر العروس “القْمجّة” التي تلبسها بأخرى أكبر منها وأثقل ثمّ تخرج إلى الحضور بصحبة والدها أو أخيها الذي يضع يده خلف رأسها، تتبعها الصبايا وهنّ يحملن الشموع وعند وصولها إلى كرسيها تصعد العروس وتقف مديرة ظهرها للمدعوين ثمّ ترفع يديها بكفيها المفتوحتين والمزينتين بالحنّاء ونقش الحرقوس والمليئتين بالخواتم والأساور الذهبيّة وتدور على مهل والنساء يغنين “جليوها يا ماشطة جليوها..”.
وبعد أن تتجلى العروس مرفوعة اليدين في طقس قديم يرمز إلى “عشتار” آلهة الخصوبة والحبّ والجمال عند البابليين يُزاح عنها غطاء الوجه وتخفّف ملابسها الثقيلة لترتدي الطاقيّة فوق رأسها (كبوس تقليدي مطرّز) وتفرد خصلات شعرها على كتفيها وهكذا تنتهي الوطيّة الحماميّة لتعود العروس إلى بيتها وتنطلق سهرة عائليّة أخرى تستمرّ ليلة كاملة على وقع الدربوكة.
- القمجة الحرير: أحد ازياء التقليدية التونسية لمدينة الحمامات وهي عبارة عن فستان يحتوي على حواشي ملونة وأما في المنتصف فيكون مطرز بأشكال هندسية باستعمال الخيوط الحريرية
- قمجة دريقة: أحد ازياء التقليدية لمدينة الحمامات لا تختلف كثيرا عن قمجة حرير غير انها تأتي مطرزة بالتل والعدس والكنتيل
- القمجة الكبيرة: فستان ذهبي مطرز كاملا بالعدس والكنتيل والتل وهي قطعة أساسية لجلوة العروس في الحمامات.
- الجبة الحمامية المطروزة: أحد ازياء التقليدية التونسية لمدينة الحمامات تحتوي على طوق مضفور بخيوط الذهب وهي شبيهة بجبة عكري لكن تختلف في طريقة التطريز وتتميز بلون واحد.
- كدرون الحمامات: جاكيت طويل يصل إلى الركبة مطرز بالعدس والكنتيل.
- قفطان الحمامات: أحد أقدم الألبسة التقليدية التونسية.
- جبة عكري: تُصنع من قطعتين من القماش ويكونان بلونين مختلفين، عادة ما يكونان داكنين وتكون مطرّزة بخيوط من الذهب
- الجبة المطروزة: فستان يحتوي في جزء العلوي صغيرة من ذهب ويطرز باقي الفستان بخيوط التل والعدس والكنتيل.
- الجبة الكحلة: فستان يصنع من قماش الصوف شبيه بجبة المطروزة لكن لا يحتوي على أي تطريز.
- السورية التونسية: السورية وتعني القميص باللهجة التونسية وهي عبارة قميص طويل نوعا ما مطرز بالكروشي ويعتبر قطعة اساسية فلا توجد قطعة تخلو من السورية، فتلبس مثلا مع الفرملة أو جبة عكري إلخ... وفي المناسبات الصغيرة مثل الحنة والحمام يمكن للمرء أن يلبسها بمفردها.
- ميزو بالشبكة: سروال يلبس مع عديد الازياء.
- الجبدات: قماش مطرز يلبس في الايادي مع باقية الازياء التقليدية القمجة مثلا.
- القوفية الحمامية: قطعة اساسية من الجلوة الحمامية تلبسها العروس ليلة الوطية بمدينة الحمامات.. تطرز من خيوط الذهب والعدس والكونتيل
- الطاقية: قبعة مطرزة بالعدس والكنتيل.
- البرشيكة: قطعة قماش ذو وجهين أحدهم أحمر والآخر أخضر تلبس مع القوفية.
- ختاء المرأة: أو غطاء المرأة وهي قطعة ذهبية مطرزة بالعدس والكنتيل وتعتبر قطعة أساسية للعروس ليلة الوطية لتحجب وجهها اثناء مراسم الجلوة (ترتديه العروس فقط).
- التاونزة: نوع من الإكسسوارات لتزين الجبين تحتوي على جوهر.
- الريحانة: تعتبر من أشهر الإكسسوارات التونسية وهي عبارة عن عقد يصنع غالبا من الفضة ويحتوي على العديد الحلقات المتشابكة وقد يصطحبه خمسة.
- البطانية الحمامية : لباس تقليدي شبيه بالسفساري ينسج من الصوف ويلبس بطريقة مختلفة عن السفساري الحايك.
- السفساري الاحمر

## اللباس التقليدي لجزيرة جربة
تمتلك جزيرة جربة ازياء متنوعة ومختلفة منها:
- الملحفة الجربية: لحاف يصنع من الحايك مخطط بألوان تلبسه المرأة عند خروجها من المنزل وهناك نوعين: ملحفة طابعية، ملحفة صعيد.
- الجبة الجربية: فستان يصنع من قماش الحايك الجربي أو قماش البسكري
- البسكري: رداء أحمر مزركش يطرز بخيوط حريرية ومرصع بخيوط فضية، ترتديه العروس ويلبس مع عديد من الإكسسوارات.[5]
- التونسي: شبيه بالبسكري لكن لونه أسود ويعرف أيضا بالفوطة الكحلة وبالرداء المهداوي في مناطق أخرى.
- الباشقة الجربية: لباس العروس ليلة الحنة ويتميز الرداء بألوانه الزاهية كالبنفسجي والأحمر والازرق والأصفر والابيض.
- السورية الجربية: فستان قصير يطرز بخيوط حريرية.

## الإكسسوارات التونسية
- الحليّ: وهو المصوغ الذي كانت ولا تزال ترتديه النّساء التّونسيات ويعود تاريخ كثيرا من رموزه إلى العهد البونيقي، ثمّ تمّ إثراؤه إثر تعاقب عدّة شعوب مثل الرومانيون والبزنطيون والعرب والأتراك والأندلسيون.[6] من أنواعه الريحانة (سلسلة مكوّنة من حلقات ذهبيّة مسطحة)، الخُمسة، السّخاب (سلسلة من الذهب والفضة والعنب)، الخلخال، الخلال.
- الدلاوح المهدوية: وهي اكسسوار يصنع من الذهب أو الفضة المغطسة في الذهب إضافة إلى السخاب أو العنب، يوضع على جانب الرأس أو كأسسوار لتزين الحرّام أو التخليلة.
- ربع الدنيا: حلي طويل يلبس في الجنوب خاصة مع الحولي أو الحرام.
- التليلة المكنية: قلادة تونسية من الطويلة والقصيرة تحتوي على الجوهر وأحجار أخرى.
- الهلٌة: اكسسوار ينتشر في الساحل يصنع من الذهب أو الفضة على شكل شبيه بالحوتة.
- الخيالي: عقد الشيشخان.
- الشمروخ: حلي لتزين اللباس التقليدي يلبس في الجنوب خاصة مع الحرّام أو الملية.
- الفرق المكني: حلي مطرز بالجوهر يلبس في الجبين وفي الحزام مع الألبسة التقليدية التونسية.
- الدبلون الجربي: قلادة تحتوي على قطع معدنية تلبس في الرقبة ومناطق أخرى على الجبين.
- الوشوش الجربي: قلادة تونسية تصنع من الذهب أو الفضة وتلبس في الجبين والرقبة.

## اللّباس التّقليدي الخاص بالرّجال
- الجبّة: لباس خارجي فضفاض مفصّل ومخيّط له فتحة مطرّزة مكان الرّقبة وفتحتين مكان الذّراعين. يوجد أنواع مختلفة من الجِباب، تختلف حسب نوعيّة القماش والمادّة المصنوعة منها.[7] وتعود جذور الجبة التونسية إلى الأمازيغية، فكلمة جبّة متداولة في بلدان المغرب العربي؛ على سبيل المثال الجبّة القبائلية الجزائرية.[بحاجة لمصدر]
- جِبّة الحْرِيرْ: تصنع إمّا من الحرير الطّبيعي أو من الحرير الاصطناعي، وتكون عادة في اللّون الأبيض، أو من قماش القرماسود وتكون في عدّة ألوان. تلبس جّبة الحرير في المناسبات والاحتفالات والأعياد.
- جبة المقردش: تصنع إمّا من الحرير الطبيعي والصوف الأبيض، أو من الحرير الاصطناعي والصوف الممتاز، تكون مخطّطة ويكون لونها عادة أسودًا أو خمريّا. تلبس في المناسبات ولكنّها تًستعمل أكثر في الشّتاء.
- جبة الصوف: تكون منسوجة من الصوف وهي عبارة عن لباس شتوي، لا يُستعمل في المناسبات والأعياد، ويكون لونها عادة أخضر، أزرق أو رمادي. تسمّى أيضا 'طرشة' أو 'صادة' ، تشتهر بها منطقة الجريد ب جنوب تونس.
- الجبّة القمراية: تكون منسوجة من الكتان، تكون في عدّة ألوان مثل الأبيض، التّبني، الجوهري والرّمادي، تلبس البيضاء في المناسبات، أمّا بقيّة الألوان فتلبس في فصل الصّيف كلباس يومي.
- كدرون الجربي: لباس رجالي يختلف عن كدرون الحمامات (اللباس النسوي).
- الكسوة: هي الملابس التي يرتديها الرّجال تحت جبة وتتكوّن من عدّة عناصر.
- الصّدرية: ثوب يُلبس بالجزء الأعلى للجسم به فتحة مكان الكتفين والإبطين وأخرى مكان العنق، تكون رقبتها مطرّزة وبها جيب صغير مطرّز عل مستوى الصّدر.
- الفرملة: تختلف عن الصّدريّة بأنّها مشقوقة من الأمام، مطرّزة من الجانبين والرّقبة، وبها جيبين داخليين يستعملان لوضع الوثائق والنقود.
- البدعيتان: الأولى داخليّة وهي الأكبر بها جيبان مطرزان صغيران، شريط، حرج مهلل، اثنان وثلاثون عقدة على اليمين واثنان وثلاثون عينا على اليسار تمتدّ من العنق إلى الخصر لتسهيل الغلق . والأخرى خارجية وهي الأصغر، بها فتحة من الأمام، جيبان داخليان، ورباط لشدّها من الخصر.
- المنتان: يلبس فوق الفرملة، أكمامه طويلة ومطرّز من جهة المعاصم.
- البرنس: رداء مصنوع من الصوف يوضع على الكتفين في فصل الشتاء.[8]
- القشّابيّة: لباس شتوي، تحاك مثل البرنس ولها غطاء رأس.[9]
- الشاشية: قبّعة ويكون عادة لونها أحمر.
- البلغة: تُنتعل البلغة في الأقدام، تشبه الحذاء ولكن من دون خلفيّة لموضع القدم، وهناك البلغة الصّيفيّة والأخرى الشّتويّة.[10]

## معرض الصور

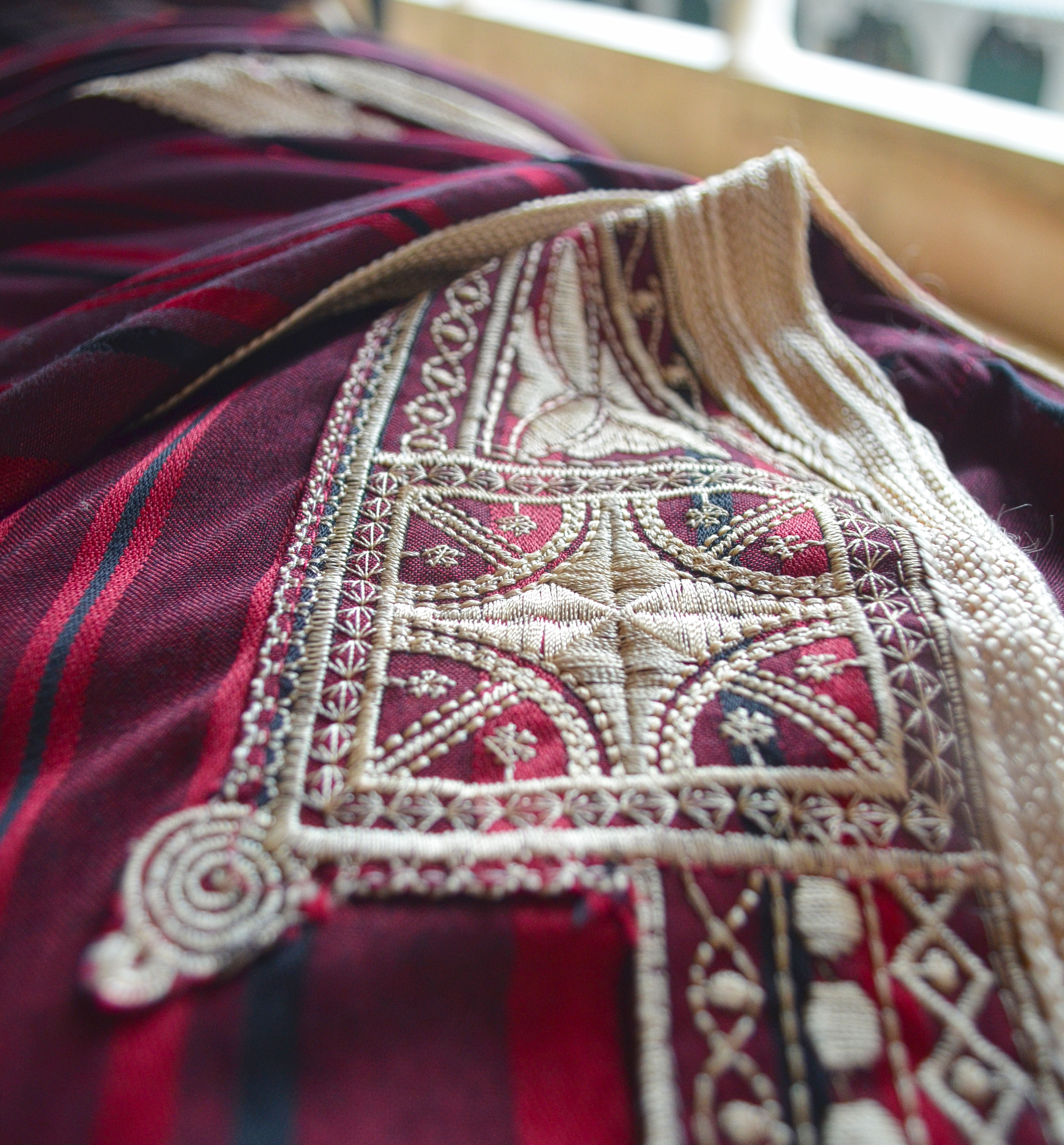
جبة تونسية
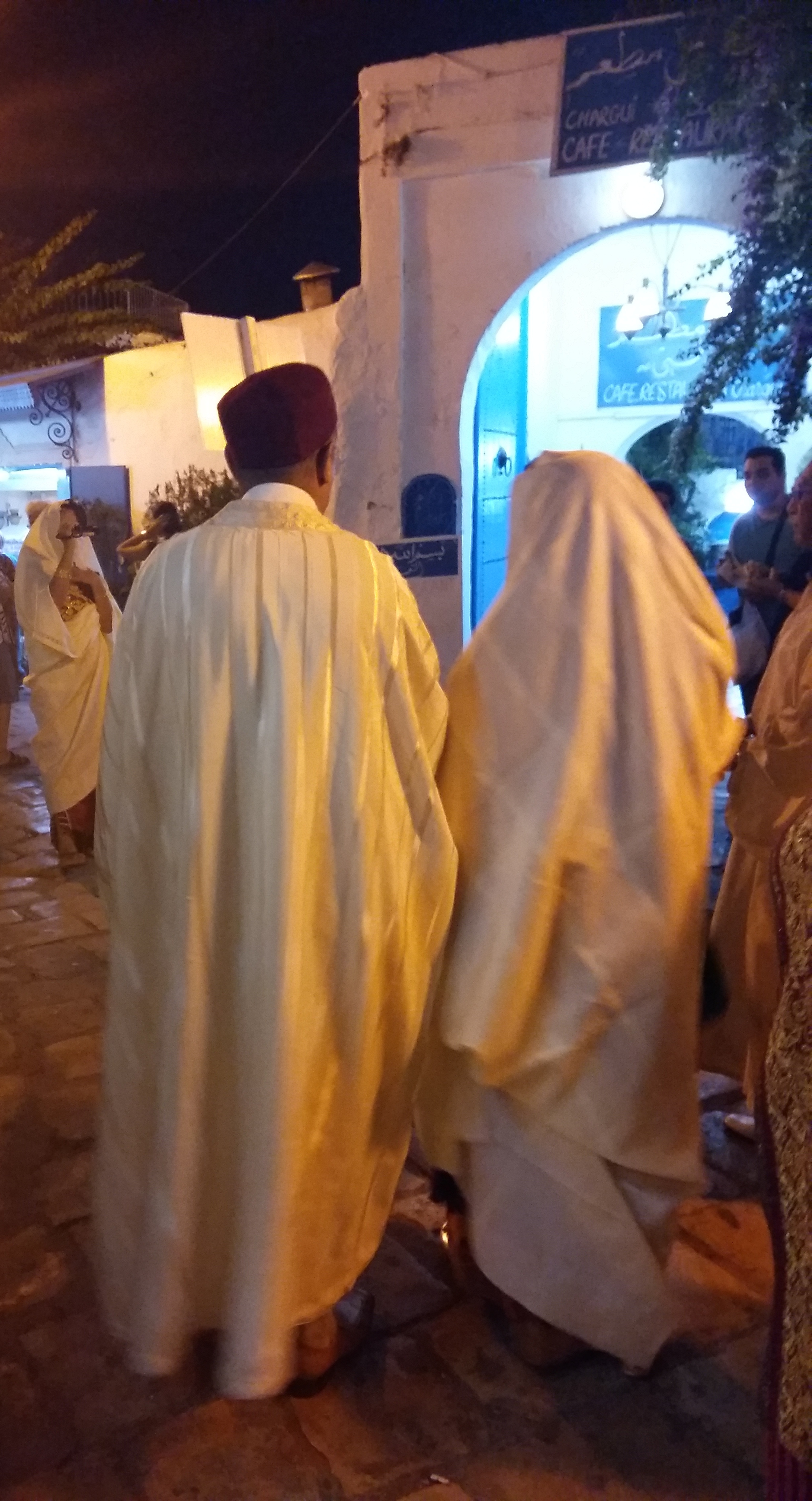
الجبة و السفساري
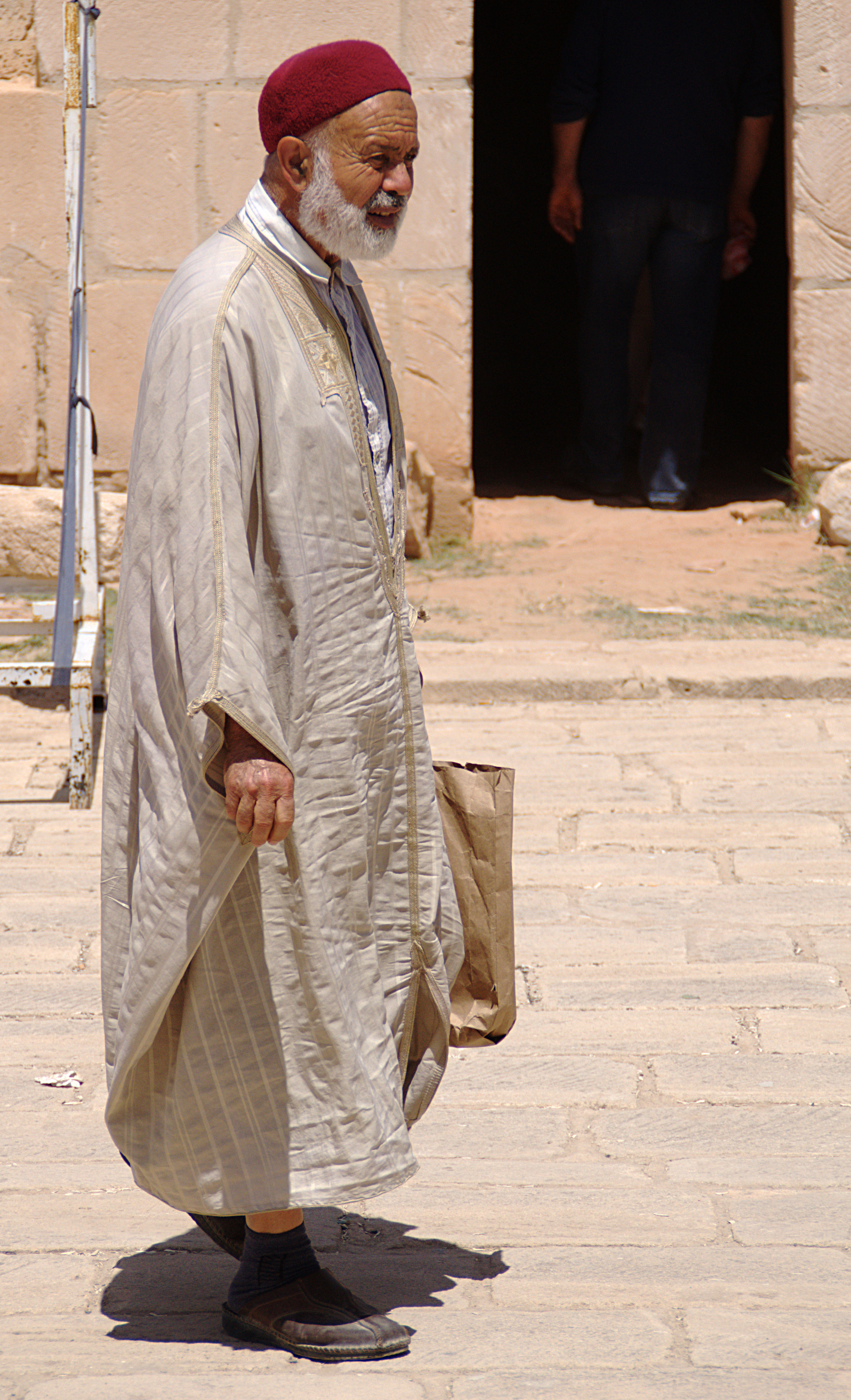
جبّة و شاشيّة
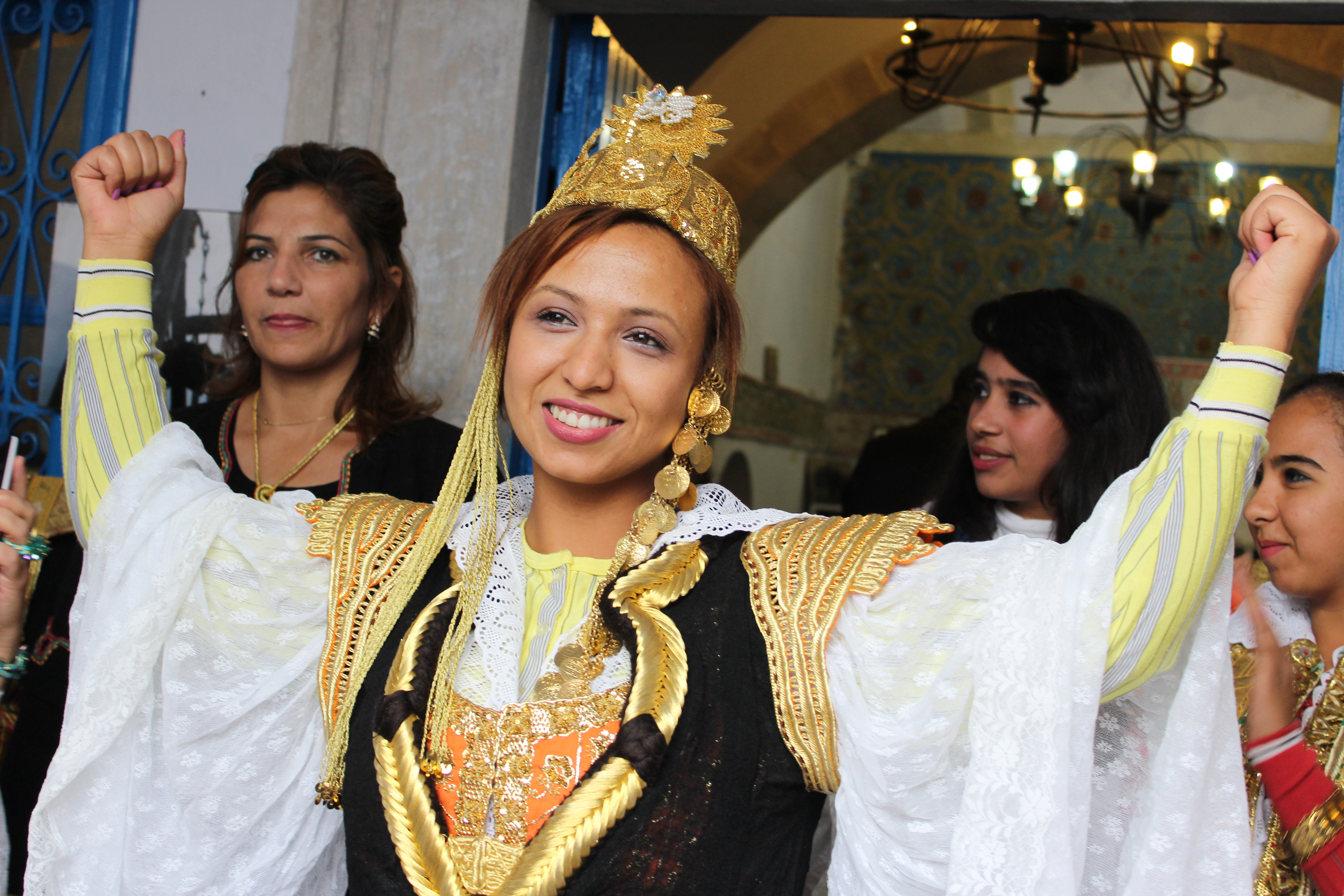
الجبّة عكري و التّاقيّة
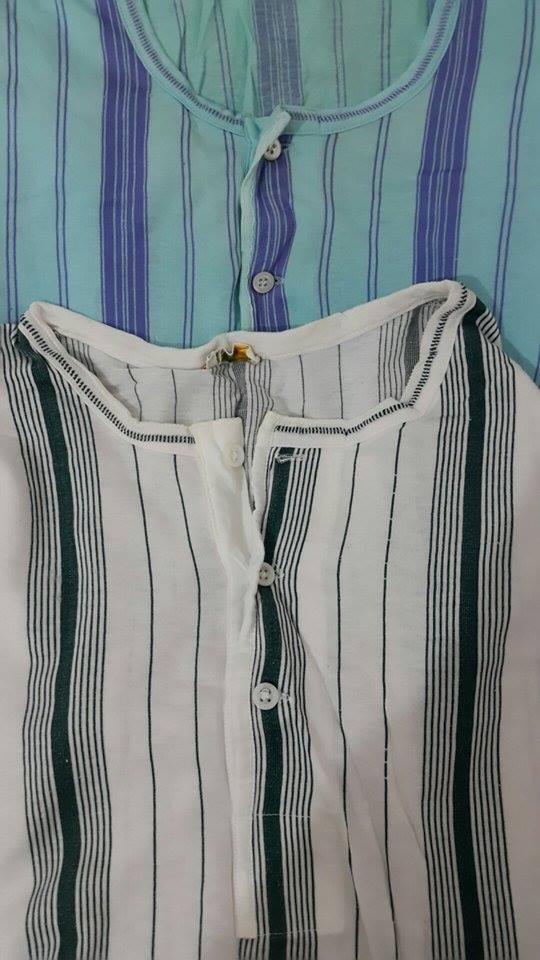
مريول فضيلة
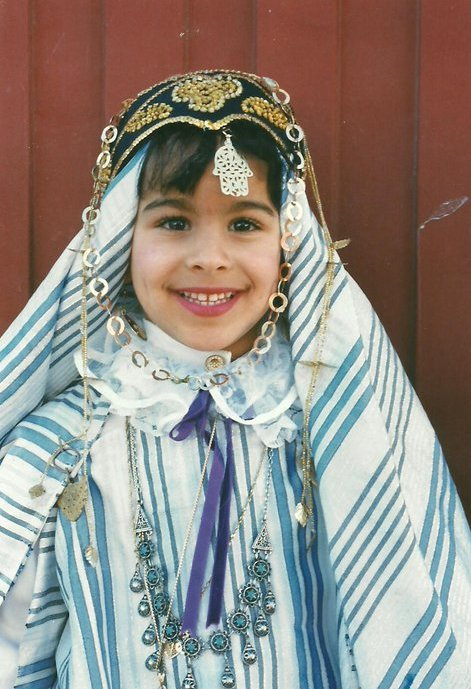
الحرام
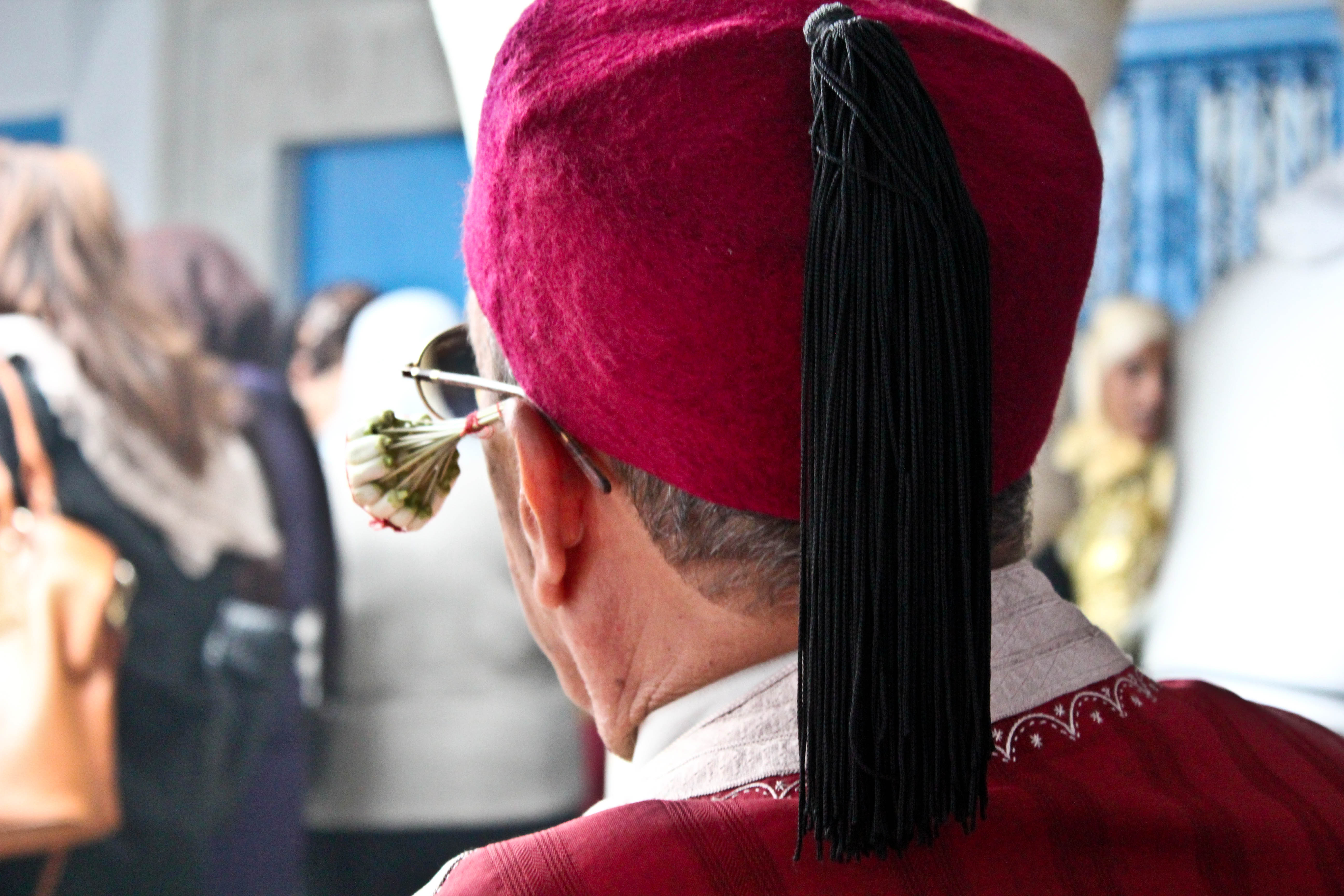
شاشيّة
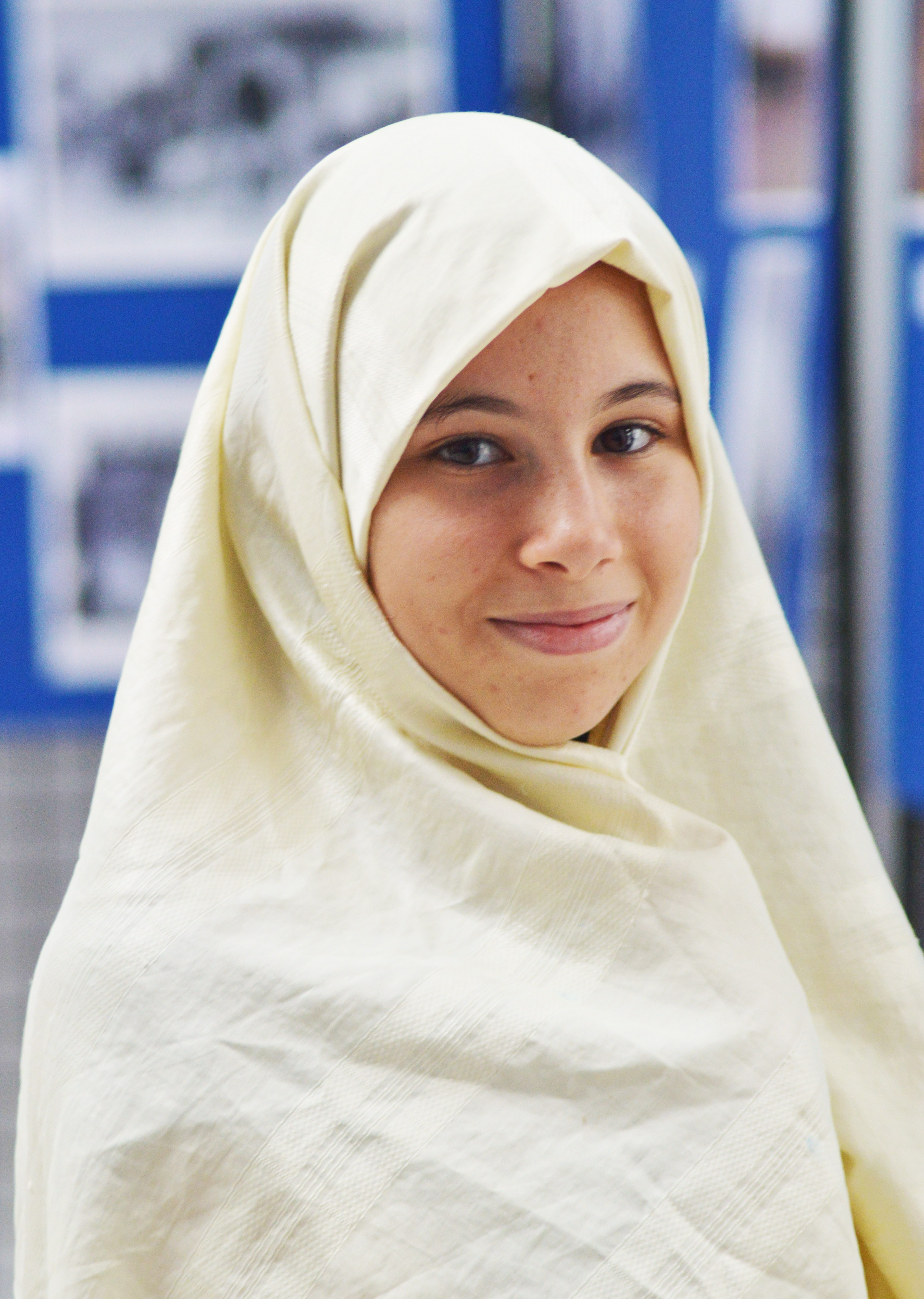
امرأة تونسّة ترتدي سفساري
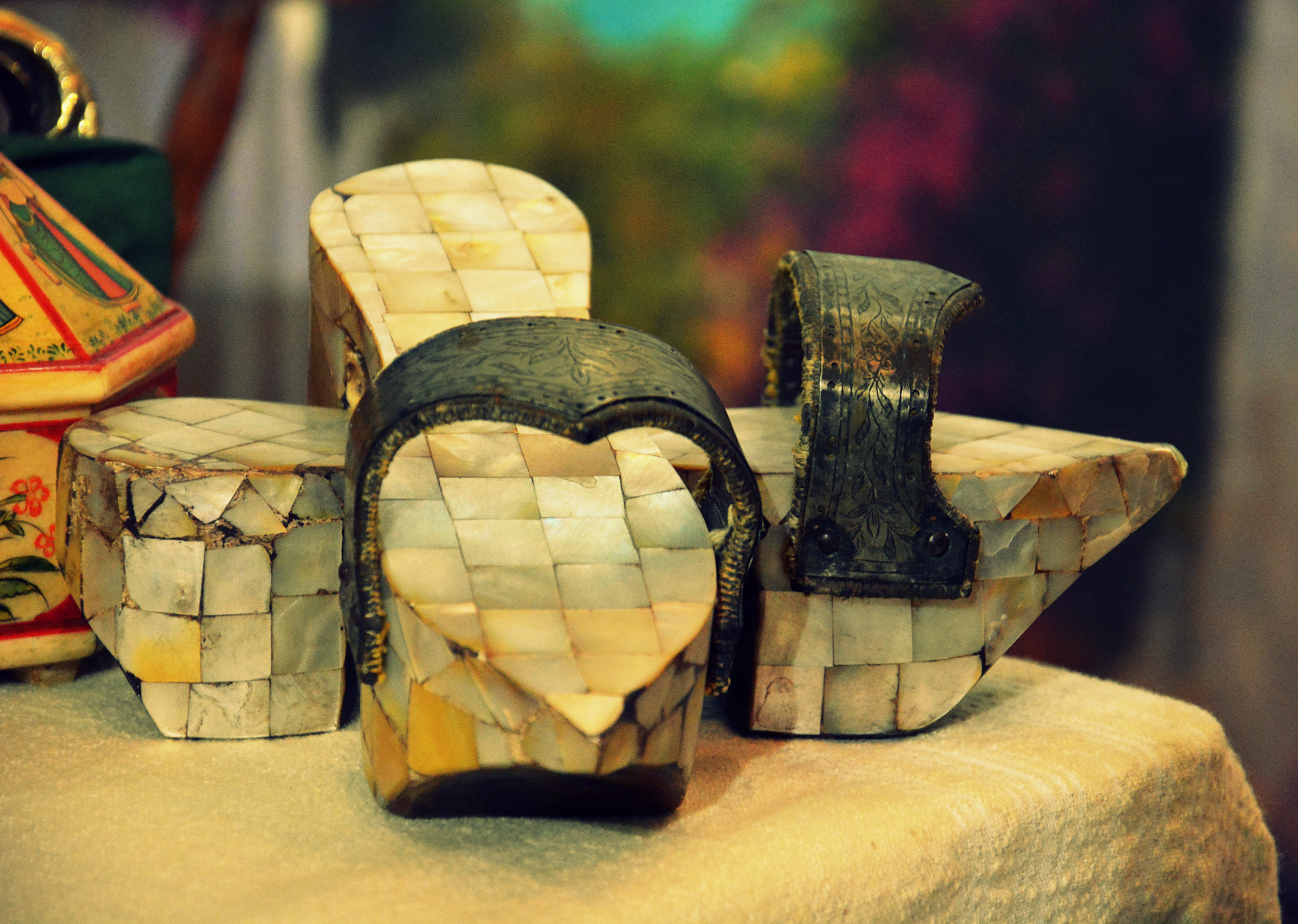
قبقاب
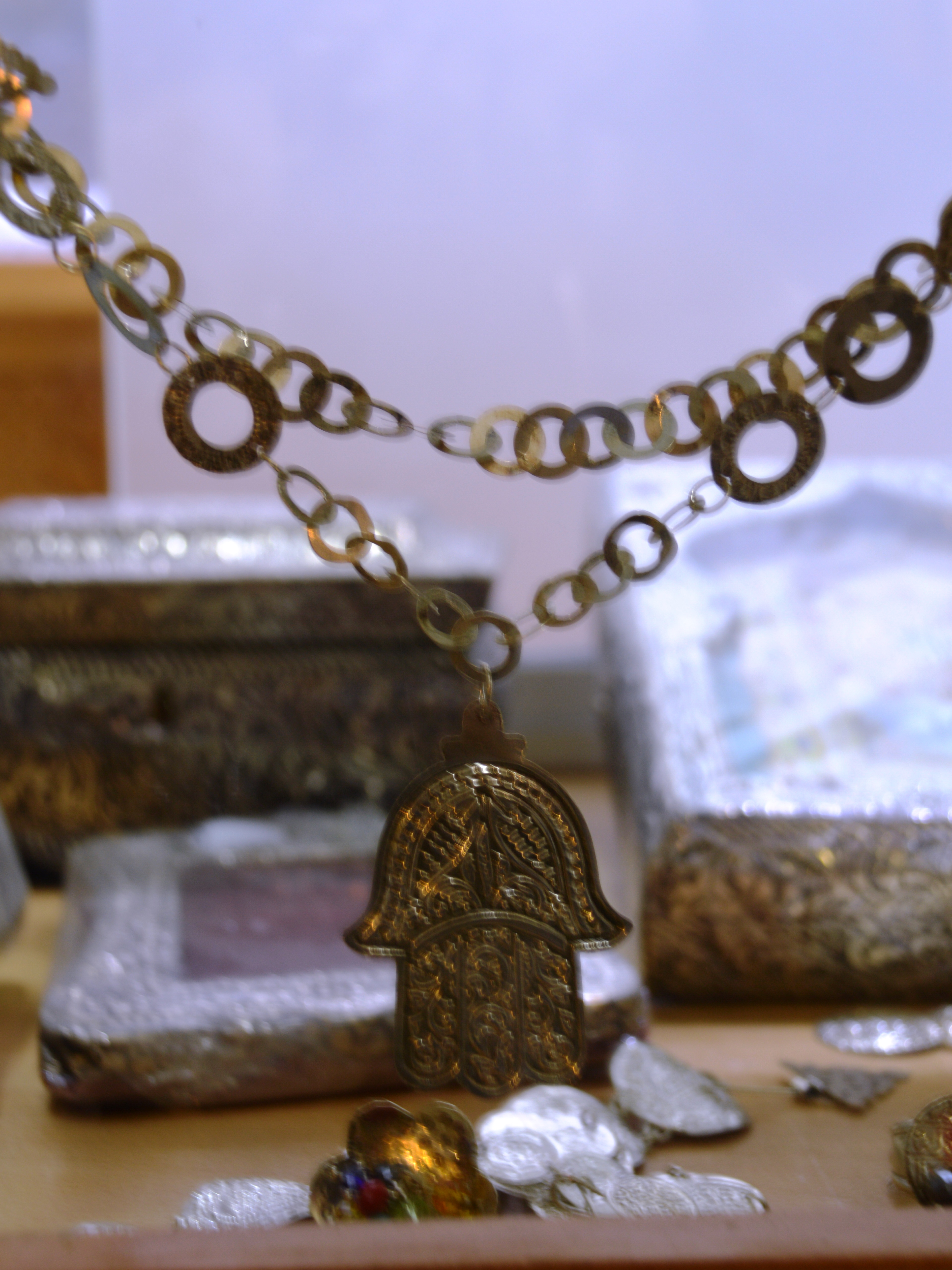
ريحانة
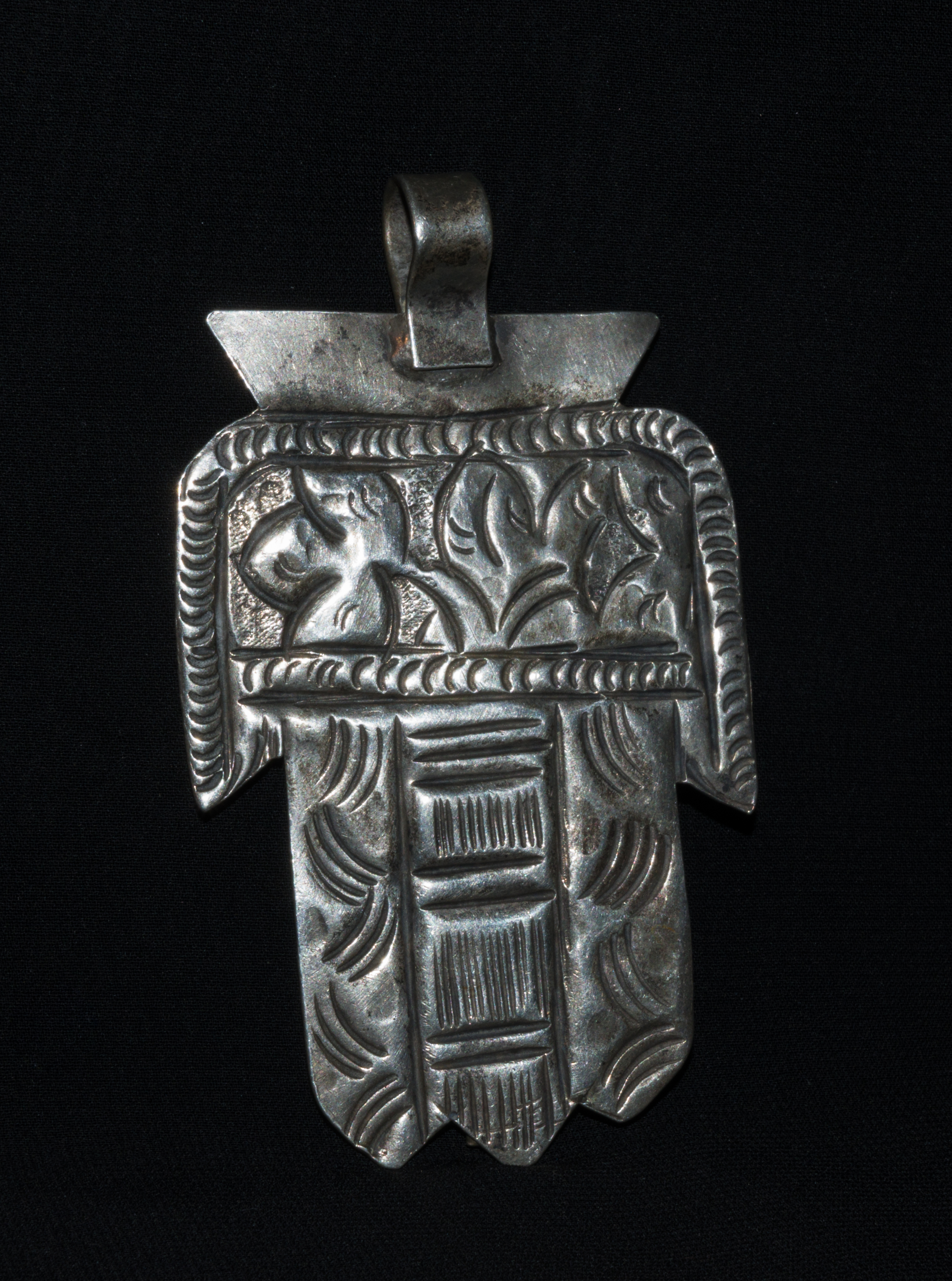
خُمسة
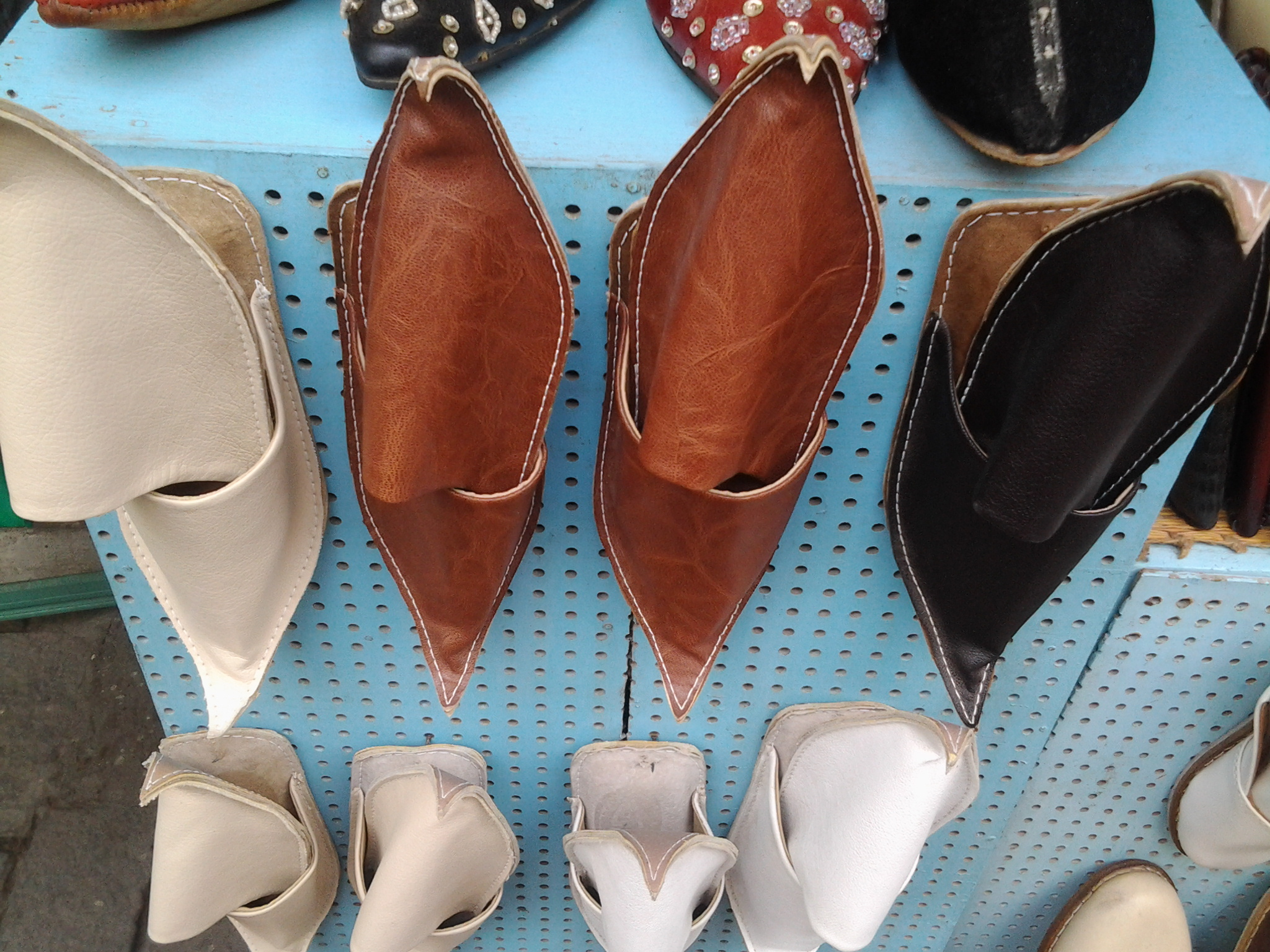
بلغة
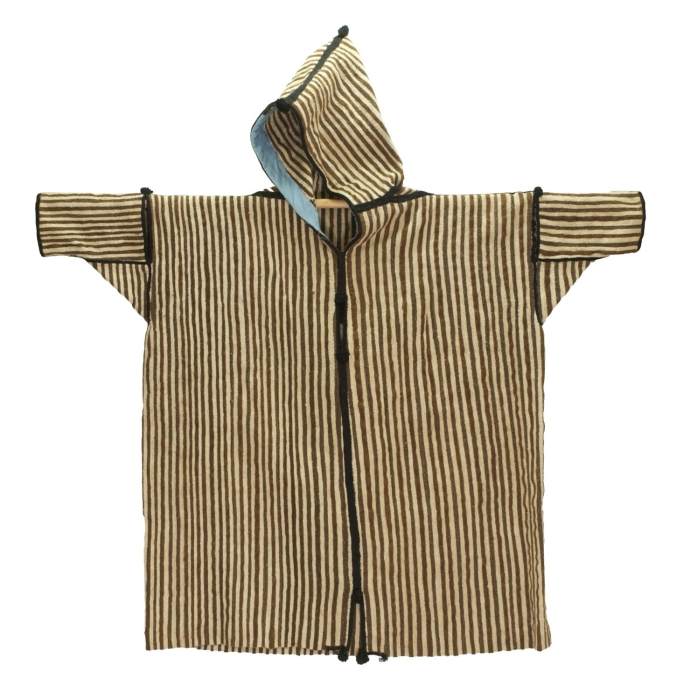
قشبيّة
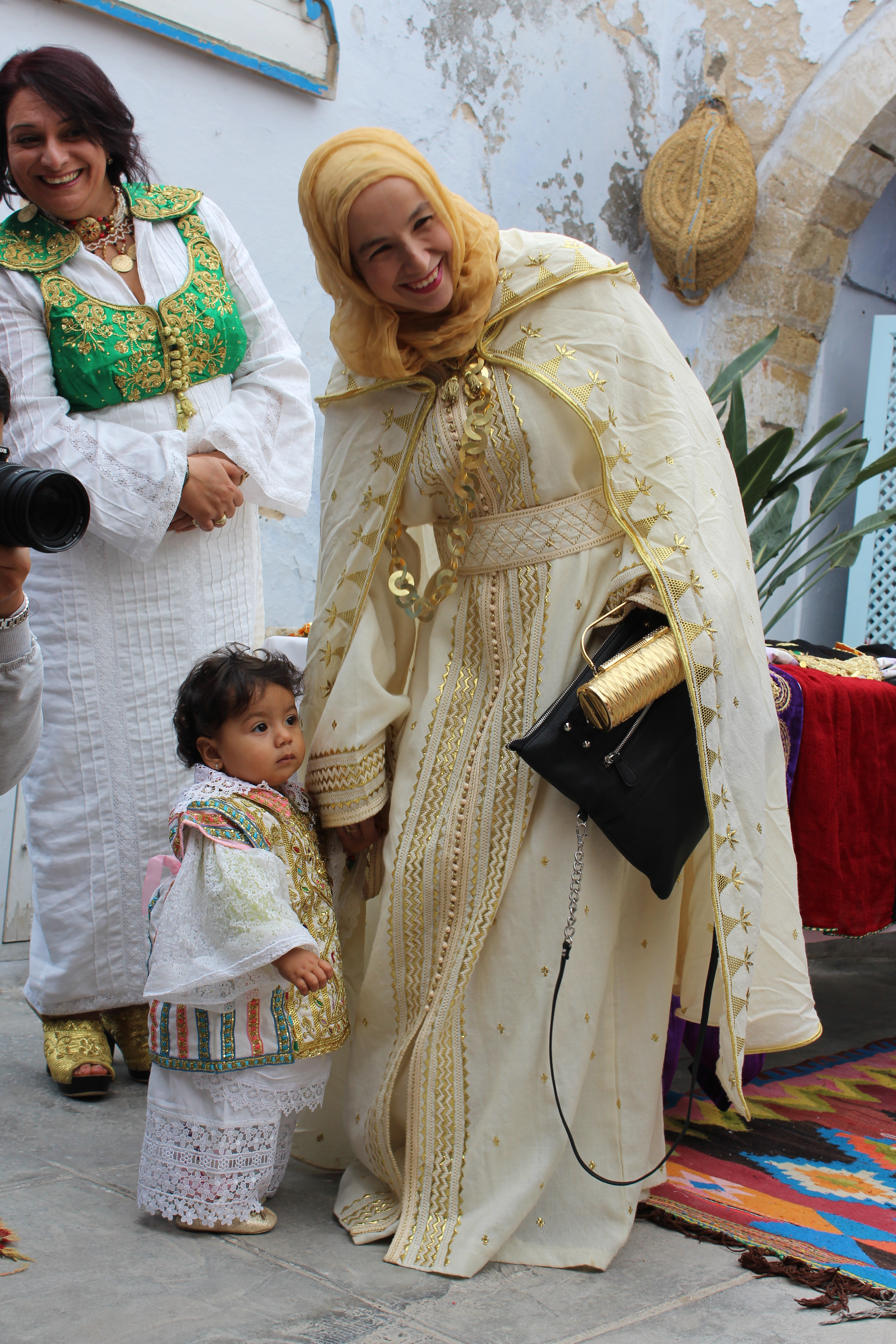
برنوس نسائي مطرّز